# 克礼
克礼（Paul Krieg，1869年5月25日—1938年9月14日）是一位來自德國的醫生。中華民国国父孫中山臨終前克礼曾幫他看病。

## 生平
克礼生于普鲁士的耶萊尼亞古拉。其父是造纸厂厂长。1888年，克礼高中毕业。之後参军，後來因脚伤复员。後來克礼获得医学博士学位，並成为一名执业医师。他先在伦敦德国医院工作3年，後來來到香港。他在香港認識了埃里希·宝隆。1903年，在埃里希·宝隆的邀請下，克礼前往上海同济医院行医，並在德文医学堂讲授病理解剖学与组织学等课程。1912年起参与同济医工学堂的校务管理工作。1917年中華民国对德宣战之后，克礼返回德国，并在西方戰線担任德军医官。
1921年中德重新建交，1922年，克礼前往北京，并擔任北京德国医院院长。1924年起兼任国立北京医科大学校儿科教授。1924年12月31日，孫中山因肝痛來到北京就医，克礼初步诊断其为肝病。1925年1月23日，克礼发现孙中山眼球发黄，劝其住院治疗。1月26日，孙中山入住北京协和医院，多名醫生组成医疗小组，克礼出任组长。克礼每天记录孫中山的病情变化，並將相關記錄交給中國國民黨。3月12日，孫中山去世，中國國民黨以中文發表《德国医生克礼关于孙中山肝病治疗经过》。
1926年1月，梁启超因小便出血前往北京德国医院找克礼看病。1938年9月14日，克礼因胃癌在北京逝世。